# أنيل كومار شارما
أنيل كومار شارما هو سياسي هندي، ولد في 1971. نشط حزبياً في حزب بهاراتيا جاناتا. وقد انتخب عضو الجمعية التشريعية في دلهي ‏.